# G.U. proti Turčiji
G.U. proti Turčiji, št. 16143/10, je primer, v katerem je Evropsko sodišče za človekove pravice soglasno odločilo, da je neučinkovita preiskava pristojnih organov pri obtožbi o posilstvu in spolnem napadu na mladoletno osebo s strani očima, kršitev pravice do poštenega sojenja in preiskave ter pravice do zasebnega in družinskega življenja. Sodišče je zlasti poudarilo, da pristojni organi niso preučili vseh razpoložljivih možnosti, ter da niso vzeli in upoštevali posebne ranljivosti G.U. in psiholoških dejavnikov, ki so vključeni v posilstvo mladoletnikov, storjenih v družinskem okolju.

## Ozadje primera
G.U. je podala na policiji prijavo, da je bila s strani njenega očima (M.S.), pod prisilo in grožnjo strelnega orožja, posiljena. G.U. je bila v bolnici še istega dne pregledana, vendar ni bilo mogoče priti do sklepa, kdaj zares je bila njena deviška kožica pretrgana. G.U. je dodala, da je imela spolne odnose z očimom 3-4 krat, ko sestre in matere ni bilo doma. Državni tožilec je podal obtožbo zoper M.S. za spolni napad ter posilstvo mladoletne osebe. Na prvem zaslišanju je sodišče Assize v Izmirju ugodilo zahtevi, da se G.U. pridruži postopku kot civilna oseba. G.U. je podala dokaze pred odprtim sodiščem. M.S. je obtožbe zavrnil z razlago, da je takrat imel impotenco že eno leto. Sodišče je leta 2006 M.S. na podlagi različnih medicinskih poročil oprostilo vseh obtožb, saj meni, da je bil v času domnevnih dogodkov impotenten in da teh dejanj, za katera je bil obtožen, ni zmogel storiti. Kasacijsko sodišče je tej sodbi ugodilo, pri čemer je poudarilo tudi, da je bilo kaznivo dejanje nedopustnega napada zastarano.

## Postopek pred ESČP
Kasneje je bila vložena pritožba na Evropsko sodišče za človekove pravice. Sodišče je pritožbi ugodilo na podlagi mnenja, da je bila opravljena preiskava neprofesionalna. Zlasti pristopi sodišča Assize naj ne bi bili taki, da bi izpolnili zahteve, povezane z obveznostmi, ki jih je država  dolžna spoštovati v zvezi z uveljavitvijo kazenskopravne določbe.
Sklicujoč se na 3. člen konvencije (prepoved nečloveškega ravnanja ali ponižujočega dejanja/ pomanjkanje učinkovite preiskave) je G.U. podala pritožbo zaradi pomanjkanje učinkovitega postopka preiskave. V skladu s členom 6. (pravica do poštenega zaslišanja) je trdila, da je bil kazenski postopek pred sodiščem Assize nepravičen. Na podlagi 8. člena Konvencije (pravica do spoštovanja zasebnega in družinskega življenja) je G.U. trdila, da je bila žrtev zločina, katerega krivec je ostal nekaznovan in kritizirala dejstva, da je bila dolžna dokazovati na odprtem sodišču kaznivo dejanje. Prav tako naj bi bil  sporno poročilo Inštituta za sodno medicino, ki je ugotavljalo, da bi lahko privolila v dejanja, na katera se je pritožba nanašala. Evropsko sodišče se je odločilo, da pritožbe preuči izključno na podlagi 3. in 8. člena Konvencije.

## Odločitev ESČP
Sodišče je v tem primeru menilo, da je bilo treba preučiti, ali je država izpolnila svojo obveznost v skladu z 3. in 8. členom Konvencije, da bi zagotovila uspešen in učinkovit preiskovalni postopek.
Sodišče je odločilo, da sta bila kršena 3. in 8. člen Konvencije in presodilo, da mora Turčija plačati tožeči stranki 15.000 evrov zaradi nepremoženjske škode ter 2.000 evrov za stroške in izdatke.Sodbo, da je prišlo do kršitve 3. in 8. člena Konvencije, je soglasno podalo 7 sodnikov, prisoten je bil tudi izborni sekretar.
Sodišče je svojo odločitev podalo na podlagi mnenja, da so sodišča delovala pomanjkljivo, mnenja medicinskih izvedencev naj bi bila nepopolna, psihologinja pa naj bi podala pristransko mnenje. Prav tako je Sodišče opozorilo na predolge sodne postopke in napačno sklicevanje na instrument zastaranja.